# Badminton ai XIX Giochi del Mediterraneo
I tornei di badminton ai XIX Giochi del Mediterraneo si sono svolte da 26 al 30 giugno 2022 al Salle Omnisports di Oued Tlelat, nella provincia di Orano. Sono stati disputati due tornei nel singolare e nel doppio, sia in ambito maschile sia femminile.

## Calendario
Il calendario delle gare è stato il seguente:
| ● | Finali |

| Giugno | Giugno | Giugno | Giugno | Giugno | Giugno | Giugno | Luglio | Luglio | Luglio | Luglio | Luglio | Luglio |
| 24     | 25     | 26     | 27     | 28     | 29     | 30     | 01     | 02     | 03     | 04     | 05     | 06     |
|        |        | ●      | 2      | ●      | ●      | 2      |        |        |        |        |        |        |

## Risultati

### Uomini
| Evento               | Oro                                               | Argento                                  | Bronzo                             |
| Singolare (dettagli) | Pablo Abián                                       | Luís Enrique Peñalver                    | Emre Lale Andraz Krapez            |
| Doppio (dettagli)    | Algeria Kocelia Julier Mammeri Youcef Sabri Medel | Spagna Luís Enrique Peñalver Pablo Abián | Croazia Luka Ban Filip Spoljarec   |
| Doppio (dettagli)    | Algeria Kocelia Julier Mammeri Youcef Sabri Medel | Spagna Luís Enrique Peñalver Pablo Abián | Italia Fabio Caponio Giovanni Toti |

### Donne
| Evento               | Oro                                   | Argento                             | Bronzo                                               |
| Singolare (dettagli) | Neslihan Yiğit                        | Beatriz Corrales                    | Özge Bayrak Doha Hani                                |
| Doppio (dettagli)    | Turchia Bengisu Ercetin Nazlican Inci | Italia Katharina Fink Yasmine Hamza | Cipro Eva Nour Kattirtzi Ranjbar Eleni Christodoulou |
| Doppio (dettagli)    | Turchia Bengisu Ercetin Nazlican Inci | Italia Katharina Fink Yasmine Hamza | Serbia Marija Sudimac Sara Loncar                    |

## Medagliere
| Posizione | Paese    | Oro | Argento | Bronzo | Totale |
| --------- | -------- | --- | ------- | ------ | ------ |
| 1         | Turchia  | 2   | 0       | 2      | 4      |
| 2         | Spagna   | 1   | 3       | 0      | 4      |
| 3         | Algeria  | 1   | 0       | 0      | 1      |
| 4         | Italia   | 0   | 1       | 1      | 2      |
| 5         | Croazia  | 0   | 0       | 1      | 1      |
| 5         | Cipro    | 0   | 0       | 1      | 1      |
| 5         | Serbia   | 0   | 0       | 1      | 1      |
| 5         | Slovenia | 0   | 0       | 1      | 1      |
| 5         | Egitto   | 0   | 0       | 1      | 1      |
| Totale    | Totale   | 4   | 4       | 8      | 16     |